# 厄普頓公園足球俱樂部
烏普頓公園足球會（Upton Park Football Club）是一支來自當時位於埃塞克斯的烏普頓公園，但現已成為倫敦紐漢區自治市的業餘足球俱樂部，成立於19世紀末，現已解散。他們是1871年首屆足總盃的十五支參賽隊伍之一，還代表英國參加1900年首屆奧運會足球比賽並贏得冠軍。

## 歷史
烏普頓公園足球會成立於1866年，1871年首屆足總盃的十五支參賽隊伍之一 ，曾經四次進入半準決賽，他們也是1882-83年倫敦高級盃的首屆冠軍。儘管他們堅定地是業餘俱樂部，但他們卻在1884年足總盃對陣普雷斯顿對球員支付提出抱怨，不經意地引發了比賽專業化的問題；普雷斯頓被取消資格，但這一事件使足總面對了這個問題，並在面臨分裂的威脅下，他們在次年允許球員支付。
在1887年球會解散但在1891年四年後重組。在1892年，他們成為南方聯盟的創始成員，參加球隊來自英格蘭南部，他們只取得一場勝利名列聯賽末位。
儘管球會名稱與烏普頓公園球場非常相似，但球會與球場沒有任何關係，並未在這裡參賽；但烏普頓公園與韋斯咸（當時被稱為泰晤士鐵工）之間確實有正式聯繫，許多球員兩隊都效力過。

### 1900年夏季奧林匹克運動會

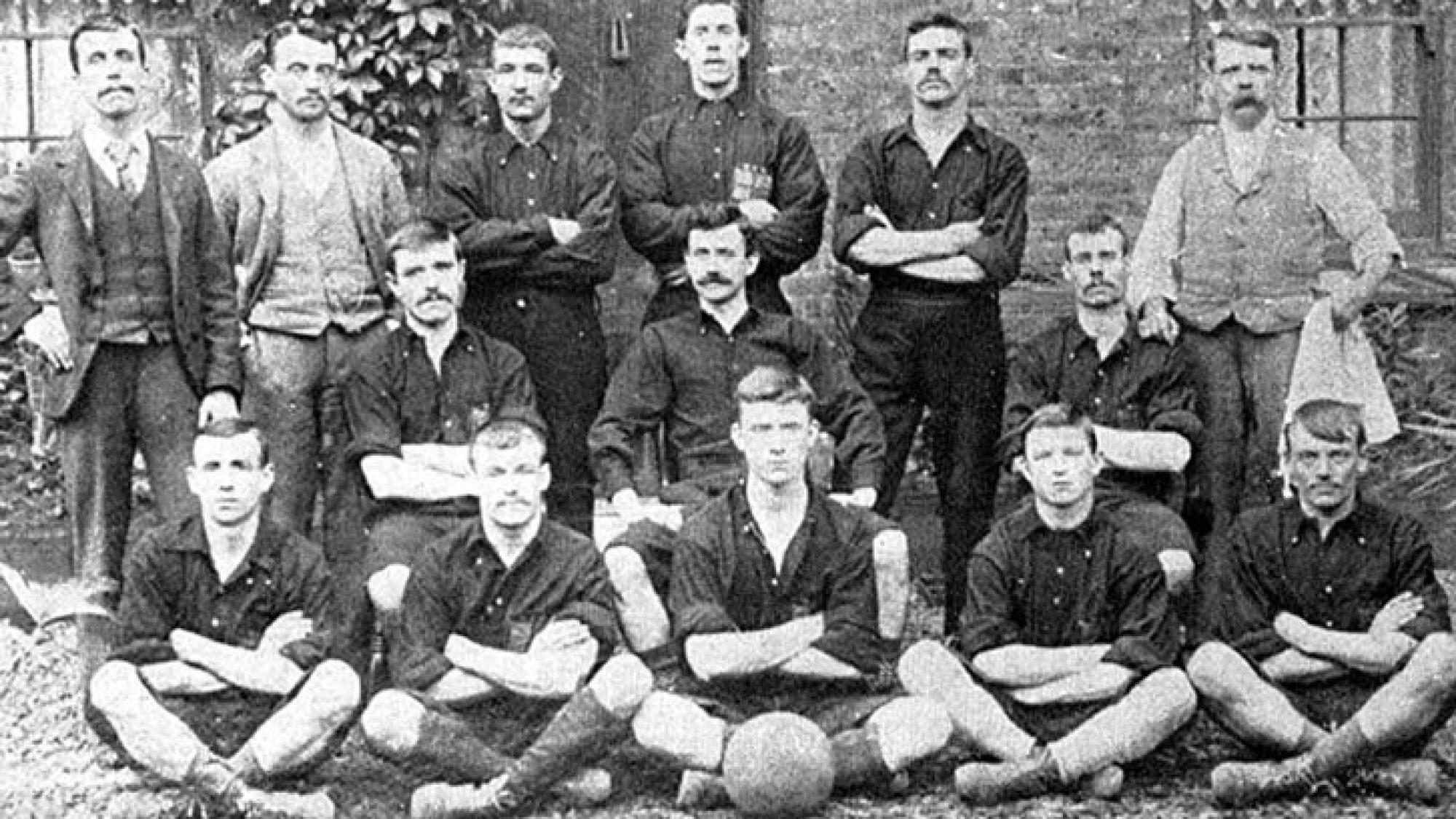
1900年的烏普頓公園足球隊，在那一年代表英國在奧運會上贏得金牌

英格蘭足球總會的業餘地位委員會給予烏普頓公園足球俱樂部參與1900年夏季奧林匹克運動會足球比賽的機會。記錄顯示，烏普頓公園是第一支同意參賽的俱樂部，但很可能不是第一支被邀請。當時烏普頓公園並沒有參加聯賽，只參加盃賽和友誼賽。他們從未進入業餘足球協會盃（FA Amateur Cup）的準決賽階段，而這項比賽現在已經進入第七年。
球會秘書兼守門員詹姆斯·瓊斯（James Jones）挑選球隊成員，並從其他業餘球隊引進球員：理查·特納（Richard Turner）從克勒斯恩德吸血鬼（Crouch End Vampires）加入、威廉·高斯林（William Gosling）是一名休假中的士兵，從燦斯福特城加入、阿爾弗雷德·查克（Alfred Chalk）從伊爾福特（Ilford）加入、傑克·齊利（Jack Zealley）從布里德波特足球會（Bridport FC）加入。
厄普頓公園在奧運會中贏得比賽，以4-0擊敗代表法國的法國體育運動協會聯盟，雖然當時並未頒發金牌（示範項目不獲金牌），但國際奧委會後來追溯頒發一枚金牌。